# Romeo's Daughter
Romeo's Daughter was een Britse AOR rockband en bestond uit Leigh Matty, Craig Joiner en Anthony Mitman.
De manager van de band was Olga Lange, destijds de vrouw van topproducer Robert John "Mutt" Lange. Mutt Lange was onder de indruk van hun zeer volwassen manier van songschrijven en stemde er in toe een deel van hun debuutalbum te produceren en hierdoor is het beeld ontstaan dat Romeo's Daughter als protegee van Mutt Lange kan worden beschouwd.
Het eerste album bevatte de singles "Don't Break My Heart", "I Cry Myself to Sleep at Night" en "Heaven In The Back Seat". Deze laatste verscheen tevens op de soundtrack van de film "Nightmare on Elm Street Part V". Het album werd geproduceerd door Mutt Lange en John Parr.
Het tweede album "Delectable" verscheen op het kleinere label "Music For Nations" maar een doorbraak bleef uit. De band viel midden jaren 1990 uiteen.
In 2009 is de band in originele bezetting herenigd voor enkele optredens op muziekfestivals.

## Covers
Diverse nummers werden door andere artiesten gecoverd, waaronder:
- "Heaven In The Back Seat" door Eddie Money op Right Here (1991)
- "Wild Child" door Heart op Brigade (1990)
- "I Cry Myself To Sleep At Night" door Bonnie Tyler op Angel Heart (1992) en door Chrissy Steele op Magnet To Steele (1991)
- "Stay With Me Tonight" door Steps (opgenomen als "Stay With Me") op Step One (1998)

## Bandleden
- Leigh Matty - zang en achtergrondzang
- Craig Joiner - Gitaar en achtergrondzang
- Anthony Mitman - Keyboard en achtergrondzang

Op het tweede album werd de bezetting uitgebreid met:
- Ed Poole - Basgitaar
- Andy Wells - drums en achtergrondzang

## Discografie
- Romeo's Daughter (1988)
- Delectable (1993)
- Rapture (2012)